# Бахтін Юрій Георгійович
Юрій Георгійович Бахтін (нар. 23 лютого 1929, місто Пугачов, тепер Саратовської області, Росія — 10 серпня 2010, місто Сімферополь) — український радянський партійний діяч. Депутат Верховної Ради УРСР 8—11-го скликань. Член ЦК КПУ в 1981—1990 р.

## Біографія
У 1951 році закінчив Кримський сільськогосподарський інститут імені Калініна.
У 1951—1953 роках — агроном в місті Ялта. У 1953—1955 роках — головний агроном Білогірської машинно-тракторної станції (МТС) № 2 Кримської області.
Член КПРС з 1954 року.
У 1955—1960 роках — інструктор сільськогосподарського відділу Кримського обласного комітету КПУ.
У 1960—1961 роках — голова виконавчого комітету Азовської районної ради депутатів трудящих Кримської області.
У 1961—1962 роках — 1-й секретар Красногвардійського районного комітету КПУ Кримської області. У 1962—1965 роках — начальник Красногвардійського радгоспно-колгоспного виробничого управління.
У 1965—1977 роках — 1-й секретар Сімферопольського районного комітету КПУ Кримської області. У 1970 році закінчив заочну Вищу партійну школу при ЦК КПРС.
У жовтні 1977 — грудні 1979 року — секретар Кримського обласного комітету КПУ.
21 грудня 1979 — 13 квітня 1985 року — голова виконавчого комітету Кримської обласної ради народних депутатів. Одночасно у березні 1980 — квітні 1985 року — заступник голови Президії Верховної Ради Української РСР.
У квітні 1985 — квітні 1990 року — заступник голови Президії Верховної Ради Української РСР.
З 1990 року — на пенсії.

## Нагороди
- два ордени Леніна
- орден Жовтневої Революції
- орден Трудового Червоного Прапора
- медаль «За доблесну працю. В ознаменування 100-річчя з дня народження Володимира Ілліча Леніна» (1970)
- медалі